# Primeira Guerra do Congo
A Primeira Guerra do Congo (1996-1997) foi uma guerra travada no então Zaire (atual Congo), que tinha o objetivo de derrubar o ditador nacionalista Mobutu Sese Seko. As forças de oposição a Mobutu eram lideradas pelo líder  guerrilheiro Laurent-Désiré Kabila, com o apoio dos países vizinhos (especialmente Ruanda e Uganda). Tomando Quinxassa, Kabila declarou-se presidente e alterou o nome do país para República Democrática do Congo.
Após anos de conflitos internos, ditadura e declínio econômico, o Zaire era um Estado moribundo em 1996. As partes orientais do país foram desestabilizadas devido ao genocídio em Ruanda que atravessou suas fronteiras, bem como conflitos regionais duradouros e ressentimentos deixados sem solução desde a Crise do Congo. Em muitas áreas, a autoridade do Estado havia entrado em colapso, com milícias, senhores da guerra e grupos rebeldes travando uma luta interna (alguns simpatizantes do governo, outros abertamente hostis) exercendo poder efetivo. A população do Zaire tornou-se inquieta e ressentida com o regime inepto e corrupto, enquanto as Forças Armadas Zairenses estavam em uma condição catastrófica. Mobutu, que estava com uma doença terminal, não conseguia mais manter as diferentes facções do governo sob controle, tornando sua lealdade questionável. Além disso, o fim da Guerra Fria fez com que a forte postura anticomunista de Mobutu não fosse mais suficiente para justificar o apoio político e financeiro que recebera de potências estrangeiras - seu regime, portanto, estava essencialmente falido, política e financeiramente.
A situação finalmente piorou quando Ruanda invadiu o Zaire em 1996 para derrotar vários grupos rebeldes que haviam encontrado refúgio no país. O governo ruandês decidiu lançar essa ofensiva no leste do Zaire após Mobutu abertamente dar abrigo a vários hútus que haviam perpetrado o genocídio em Ruanda. Essa invasão aumentou rapidamente de intensidade à medida que mais países (incluindo Uganda, Burundi, Angola e Eritreia) se juntaram à invasão, enquanto uma aliança congolesa de rebeldes anti-Mobutu foi montada. Embora o governo zairense tenha tentado oferecer uma resistência efetiva e tenha sido apoiado por milícias aliadas, bem como pelo Sudão, o regime de Mobutu entrou em colapso em questão de meses. Apesar da curta duração da guerra, ela foi marcada por destruição generalizada e extensa violência étnica, com centenas de milhares de mortos nos combates e pogroms que os acompanharam.
Um novo governo foi instalado e o Zaire foi renomeado República Democrática do Congo, mas o fim do regime de Mobutu trouxe poucas mudanças políticas, e Kabila se sentiu desconfortável na posição de procurador de seus antigos benfeitores. Para evitar um golpe, Kabila expulsou todas as unidades militares ruandesas, ugandenses e burundesas do Congo, e moveu-se para construir uma coalizão incluindo forças da Namíbia, Angola, Zimbábue e Zâmbia, logo abrangendo uma série de nações africanas como Líbia e África do Sul, embora seu apoio variasse. A coalizão tripartite respondeu com uma segunda invasão do leste, em grande parte por meio de grupos de procuração. Essas ações constituíram o catalisador da Segunda Guerra do Congo no ano seguinte, embora alguns especialistas prefiram ver os dois conflitos como uma guerra contínua cujos efeitos posteriores continuam até a atualidade.